# Chirita swinglei
Chirita swinglei är en tvåhjärtbladig växtart som först beskrevs av Elmer Drew Merrill, och fick sitt nu gällande namn av Wen Tsai Wang. Chirita swinglei ingår i släktet Chirita och familjen Gesneriaceae. Inga underarter finns listade i Catalogue of Life.